# 萊雅
萊雅集團（法語：L'Oréal S.A.），是一间總部位於法国巴黎的皮肤护理、化妆品公司，創辦於1909年，是世界上最大的化妝品集團，也是財富全球500強企業之一。
萊雅集團經營範圍遍及150多個國家和地區，在全球擁有150個分公司、42家工廠、100多個代理商，以及8８,000名的員工。
萊雅2010年度的銷售額達到195億歐元，各項有形和無形資產加總高達628億歐元，全球採購每年花費約10億歐元。

## 歷史
萊雅由法國化驗師欧仁·许勒尔於1909年創立，當時的他獲得了財團之支援，研製了一種稱為Auréale的染髮劑。1919年7月31日，欧仁·许勒尔註冊了自己的公司，當時名稱為法國安全染髮劑公司（Société Française de Teintures Inoffensives pour Cheveux），也即是後來的萊雅。
公司成立初期只有三位化研人員，到了1950年已達到100位，今日則已有2,000位。目前萊雅擁有超過500個品牌，分佈在頭髮、個人護理及化妝品等方面。2006年3月以6.523億英鎊收購英國的美體小鋪。
1974年，歐萊雅與瑞士雀巢公司達成股權合作協議，並獲得法國政府批准。貝當古和雀巢分別持有歐萊雅31.0%和29.6%的股份，合計60.6%。
2013年8月14日，萊雅向美即控股股東提出全面收購，每股收購價為6.3元，總收購代價約65億3,870萬元。號稱中國大陸「面膜第一股」的美即，是大陸護膚品企業，主要在從事面膜及其它護膚品的研發、生產，2012至2013年財政年度營業額達港幣15.5億元（約新台幣60億元）。
2014年2月12日 萊雅集團（L'Oreal SA）同意以60億歐元（82億美元）回購雀巢持有的8%的持股。萊雅將支付現金34億歐元買雀巢持有的2730萬持股。同時以雀巢的瑞士皮膚醫學產品合資企業高德美（Galderma）50%股權賣給雀巢，交換股票價值達26億歐元的2120萬股股票。雀巢持有的萊雅股權將從29.4%降至23.29%，貝當古家族的股權將從30.6%增至33.31%。
2016年7月23日 萊雅（L'Oreal）斥12億美元（約93.8億港元）現金收購美國化妝品牌IT Cosmetics，
2017年3月6日萊雅斥資13億美元現金向加拿大Valeant藥廠收購CeraVe、 AcneFree和AMBI三個護膚品牌
2018年3月17日宣布收購加拿大美容科技公司ModiFace，以取得讓顧客在線上虛擬試塗口紅和試擦粉底的技術，進而推出更多數位服務。萊雅之前已和ModiFace合作多項計畫，包括推出讓使用者虛擬試用美妝產品的 「化妝天才」App，至今下載次數逾2,000萬次。
2018年4月27日歐萊雅斥資4,000億韓元（約29億港元）收購STYLENANDA創始人兼CEO金素熙持有股份的70%

## 重要獎項
- 2001年12月17日的《金融時報》公佈，由普華永道對全球65個國家所做的調查顯示，萊雅集團被認為是最受尊敬的法國公司。

- 2002年初，萊雅公司被《財富》（歐洲版）評為「歐洲十佳雇主」之一。

- 2002年11月，萊雅集團榮獲由經濟學人信息部（The Economist Intelligence Unit）評選的「2002年歐洲最佳跨國企業成就獎」。

- 2003年3月，萊雅集團在《財富》雜誌公佈的年度全球最受贊賞公司排行榜上的排名由2001年的第52名躍升至2002年的第23名，且列法國公司第一名。

- 2003年7月14日，《商業周刊》按市值公佈了全球1000強，萊雅公司以490億美元的市值由上年的第74位升至第67位。

- 2003年7月21日, 《財富》雜誌公佈了新的全球500強(按銷售排)，萊雅公司名列第373位，較上年飆升42位，是排名提升幅度最大的公司之一。

- 2003年8月4日，《商業周刊》公佈了全球最有價值的100大世界性品牌，萊雅列第47位，品牌價值達56億美元，較2002年升值10%，列增幅榜第5名。

## 拥有的品牌
專業產品
- 萊雅技術（L'Oréal Technique）
- 萊雅專業（L'Oréal Professionnel），包括 ARTec 及 Innate。
- 卡詩（英语：Kérastase），1964年由萊雅創立。
- Kéraskin Esthetics，2007年由萊雅創立，專注於皮膚保養專業。
- Matrix Essentials，1980年由 Arnie Miller 創立，2000年被萊雅併購。
- Mizani，1991年創立，2001年被萊雅收購。
- PureOlogy Research（英语：Jim Markham），2001年創立，2007年被萊雅併購。
- Redken（英语：Redken） 5th Avenue NYC，1960年由 Paula Kent（英语：Paula Kent） 與 Jheri Redding（英语：Jheri Redding） 創立，1993年被萊雅併購。
- 植村秀 Shu Uemura Art of Hair
- Carol's Daughter（英语：Carol's Daughter）
- Carita（法语：Carita）
- Essie，1981年創立，2010年被萊雅併購。
- Decléor（法语：Decléor）
- Botanicals Fresh Care
- Cheryl's Cosmeceuticals

萊雅專櫃品牌
- 蘭蔻
- Guy Laroche（英语：Guy Laroche）
- 契爾氏
- 碧兒泉
- Yves Saint Laurent Beauté
- Giorgio Armani Beauty
- Valentino Beauty
- PRADA Beauty
- Cacharel（英语：Cacharel）
- 迪賽
- Maison Martin Margiela（英语：Maison Margiela）
- 維克托&羅夫
- 雷夫·羅倫香水
- 植村秀
- 科萊麗（英语：Clarisonic）
- Paloma Picasso（英语：Paloma Picasso）
- 衰敗都市（英语：Urban Decay (cosmetics)）
- 羽西 Yue Sai
- 赫蓮娜（英语：Helena Rubinstein）
- IT Cosmetics
- House 99
- 歐瓏 Atelier Cologne
- Proenza Schouler（英语：Proenza Schouler）
- Nickel（法语：Nickel (cosmétiques)）
- MUGLER
- Takami
- Youth to the People
- Aesop

大眾化產品
- 巴黎萊雅L'Oréal Paris
- Ombrelle
- 卡尼爾
- 媚比琳
- NYX（英语：NYX Professional Makeup）
- SoftSheen-Carson
- Carol's Daughter（英语：Carol's Daughter）
- Créateurs de Beauté
- Essie（英语：Essie）
- Magic
- Niely
- Colorama
- 3ce
- EM Michelle Phan
- Stylenanda（英语：Stylenanda）
- Thayers Natural Remedies

活性化妝品
- 薇姿（法语：Vichy (marque)）
- 理膚寶水 La Roche-Posay
- Inneov
- 修丽可（英语：SkinCeuticals）
- 香邂格蕾
- 聖芙蘭 Sanoflore
- Dermablend
- Saint-Gervais Mont Blanc
- 適樂膚 CeraVe
- AcneFree
- Ambi
- Logocos since 2018

## 品牌代言人

### 巴黎歐萊雅L'Oréal Paris代言人

#### 品牌代言人
- 曾經：范冰冰、李冰冰、白冰冰、張梓琳、謝安琪、雎曉雯、李嘉欣、蔡依林、張天愛、田馥甄、井柏然、迪麗熱巴、吴亦凡、邓伦(彩妝代言人)
- 目前：肖戰、芭芭拉·帕爾文、鞏俐、伊娃·朗歌莉亞、李宇春、關曉彤、安迪·麥杜維、珍·芳達、比安卡·巴爾蒂（英语：Bianca Balti）、莉雅·琦比德、杜晨·科洛斯、朱一龙、龔俊、辛芷蕾、吴彦祖、鹿晗、王源(彩妆代言人)、 王嘉爾、华晨宇、王俊凯、摩登兄弟劉宇寧、李林枫。

#### 品牌大使
艾西瓦娅·雷、曾舜晞、茱莉安·摩爾、海倫·美蘭、杜江、伊娃·朗歌莉亞、奚夢瑤、尼可拉·科斯特-瓦爾道、艾梅柏·希爾德、雪莉·柯爾、松楠·卡浦爾、瑪希拉·罕、张子枫、許光漢 、虞书欣、周震南、劉宇 (藝人)、奧蘭治-拿騷女伯爵愛洛伊斯 、小卡洛斯·塞恩斯 。

#### 品牌摯友
- 周一圍

#### 單品推廣
- 張新成

### 卡尼爾（Garnier）代言人
- 羅志祥
- 劉亦菲
- 關詠荷
- 黃山怡

## 相關新聞
2016年，萊雅因在個人衛生用品上操縱價格而被法國竞争管理局處以罰款。

## 參閲
- 美體小舖
- 賽諾菲－安萬特，欧莱雅持股9.382%
- 貝登古（英语：Bettencourt）(L'Oreal的貝登古家族)

## 外部連結
维基共享资源上的相關多媒體資源：萊雅
- 官方网站
- 台灣萊雅 （页面存档备份，存于）（繁體中文）
- L'Oréal （页面存档备份，存于）（繁體中文）
- L'Oréal （页面存档备份，存于）（英文）
- 巴黎欧莱雅中国官方网站 （页面存档备份，存于）（简体中文）